# Mountainbike-Weltmeisterschaften 2015
Die 28. Mountainbike-Weltmeisterschaften fanden in Andorra statt. Austragungsort war Vallnord. 

## Cross Country

### Männer
| Platz | Land | Sportler       | Zeit       |
| ----- | ---- | -------------- | ---------- |
| 1     | SUI  | Nino Schurter  | 01:29:22 h |
| 2     | FRA  | Julien Absalon | + 0:10 min |
| 3     | CZE  | Ondřej Cink    | + 1:15 min |

Datum: 5. September 2015, 14:30 Uhr

### Frauen
| Platz | Land | Sportlerin             | Zeit       |
| ----- | ---- | ---------------------- | ---------- |
| 1     | FRA  | Pauline Ferrand-Prévot | 01:52:44 h |
| 2     | RUS  | Irina Kalentjewa       | + 0:58 min |
| 3     | UKR  | Jana Belomoina         | + 1:36 min |

Datum: 5. September 2015, 12:00 Uhr

### Staffel
| Platz | Land | Sportler                                                                  | Zeit       |
| ----- | ---- | ------------------------------------------------------------------------- | ---------- |
| 1     | FRA  | Jordan Sarrou Victor Koretzky Pauline Ferrand-Prévot Antoine Philipp      | 52:45 min  |
| 2     | DEN  | Simon Andreassen Niels Rasmussen Annika Langvad Sebastian Fini Carstensen | + 0:24 min |
| 3     | ITA  | Francesco Bonetto Eva Lechner Gioele Bertolini Aurelio Fontana            | + 1:01 min |

## Cross Country Eliminator

### Männer
| Platz | Land | Sportler          |
| ----- | ---- | ----------------- |
| 1     | AUT  | Daniel Federspiel |
| 2     | NZL  | Samuel Gaze       |
| 3     | GER  | Simon Gegenheimer |

### Frauen
| Platz | Land | Sportlerin          |
| ----- | ---- | ------------------- |
| 1     | SUI  | Linda Indergand     |
| 2     | NOR  | Ingrid Bøe Jacobsen |
| 3     | SUI  | Kathrin Stirnemann  |

## Downhill

### Herren
| Platz | Land | Sportlerin     | Zeit          |
| ----- | ---- | -------------- | ------------- |
| 1     | FRA  | Loic Bruni     | 04:19.585 min |
| 2     | RSA  | Greg Minnaar   | + 2.365 s     |
| 3     | GBR  | Josh Bryceland | + 4.776 s     |

### Frauen
| Platz | Land | Sportlerin      | Zeit          |
| ----- | ---- | --------------- | ------------- |
| 1     | GBR  | Rachel Atherton | 05:08.488 min |
| 2     | GBR  | Manon Carpenter | + 3.238 s     |
| 3     | AUS  | Tracey Hannah   | + 9.973 s     |

## Trials

### Männer 26″
| Platz | Land | Sportler         | Punkte |
| ----- | ---- | ---------------- | ------ |
| 1     | FRA  | Vincent Hermance |        |
| 2     | GBR  | Jack Carthy      |        |
| 3     | BEL  | Kenny Belaey     |        |

### Männer 20″
| Platz | Land | Sportler              | Punkte |
| ----- | ---- | --------------------- | ------ |
| 1     | ESP  | Abel Mustieles Garcia |        |
| 2     | SUI  | Lucien Leiser         |        |
| 3     | ESP  | Benito Ros Charral    |        |

### Frauen
| Platz | Land | Sportlerin        | Punkte |
| ----- | ---- | ----------------- | ------ |
| 1     | AUS  | Janine Jungfels   |        |
| 2     | SVK  | Tatiana Janickova |        |
| 3     | GER  | Nina Reichenbach  |        |

### Team
| Platz | Land | Sportler                                                                         | Punkte |
| ----- | ---- | -------------------------------------------------------------------------------- | ------ |
| 1     | FRA  | Nicolas Fleury Benjamin Durville Manon Basseville Nicolas Valee Vincent Hermance |        |
| 2     | SUI  | Lucien Leiser Debi Studer Jonas König Tom Blaser Loris Braun                     |        |
| 3     | GER  | Hannes Herrmann Jannis Oing Nina Reichenbach Dominik Oswald Raphael Pils         |        |

## Medaillenspiegel
Stand nach elf Wettbewerben
| Platz | Land                   | Gold | Silber | Bronze | Gesamt |
| ----- | ---------------------- | ---- | ------ | ------ | ------ |
| 1     | Frankreich             | 5    | 1      | -      | 6      |
| 2     | Schweiz                | 2    | 2      | -      | 4      |
| 3     | Vereinigtes Königreich | 1    | 2      | 1      | 4      |
| 4     | Spanien                | 1    | -      | 1      | 2      |
| 4     | Australien             | 1    | -      | 1      | 2      |
| 6     | Österreich             | 1    | -      | –      | 1      |
| 7     | Norwegen               | -    | 1      | -      | 1      |
| 7     | Slowakei               | -    | 1      | –      | 1      |
| 7     | Dänemark               | -    | 1      | –      | 1      |
| 7     | Russland               | -    | 1      | –      | 1      |
| 7     | Neuseeland             | -    | 1      | –      | 1      |
| 7     | Südafrika              | -    | 1      | –      | 1      |
| 13    | Deutschland            | –    | -      | 3      | 3      |
| 14    | Tschechien             | –    | -      | 1      | 1      |
| 14    | Italien                | –    | -      | 1      | 1      |
| 14    | Belgien                | –    | –      | 1      | 1      |
| 14    | Ukraine                | –    | –      | 1      | 1      |